# 朝鮮民主主義人民共和國教育

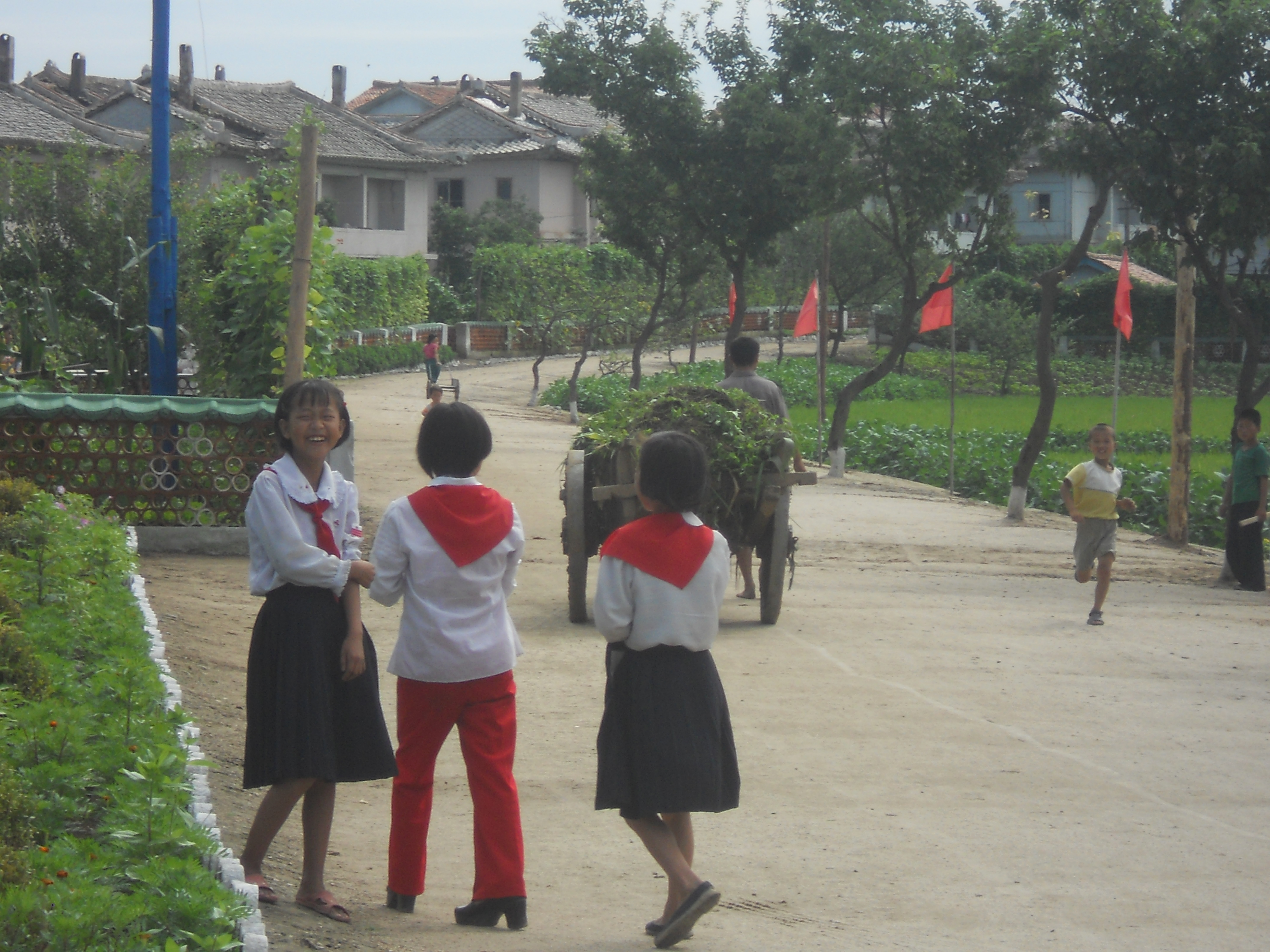
北韓小學生

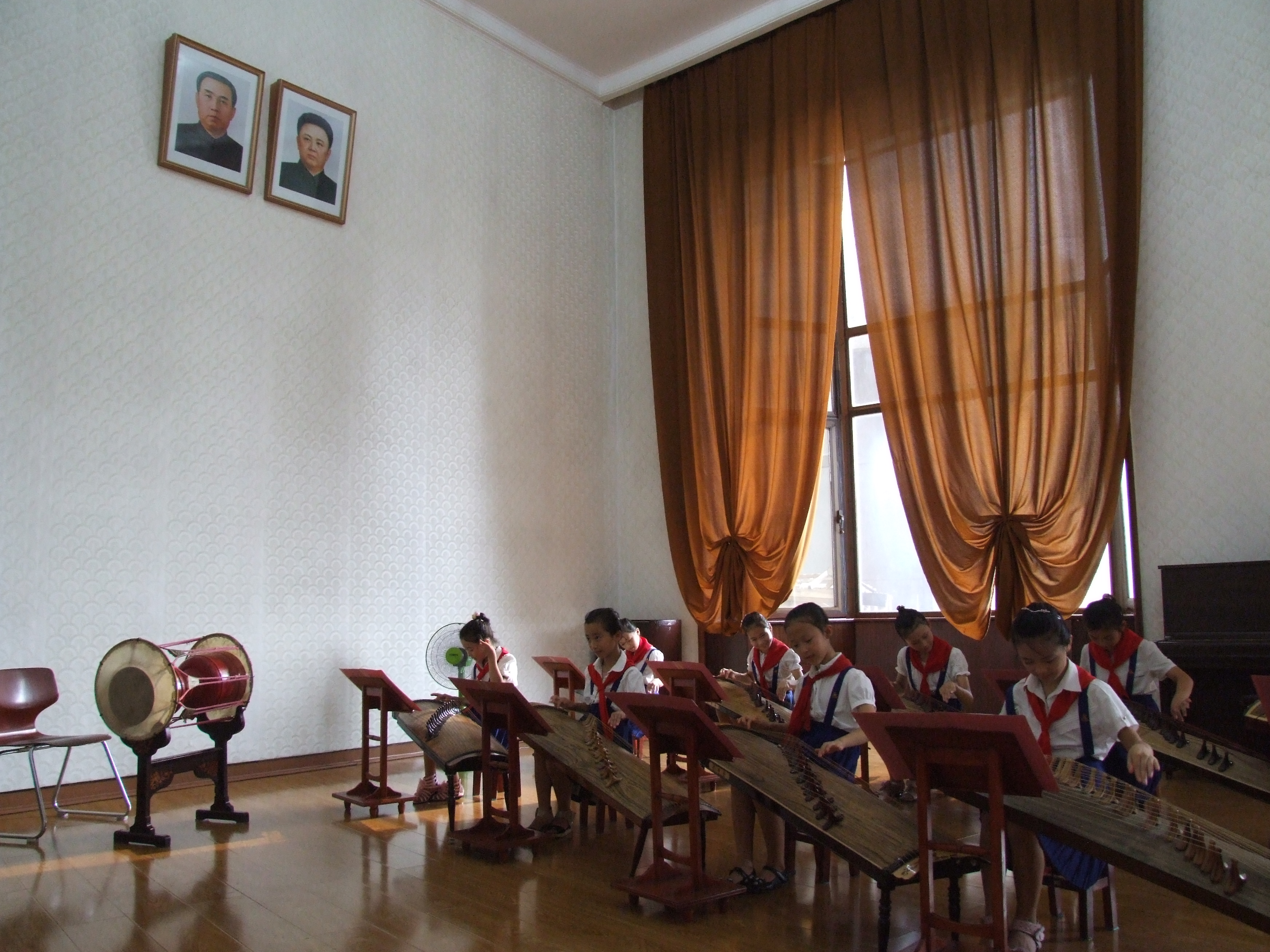
音樂課

北韓教育指的是朝鮮民主主義人民共和國的教育，北韓政府將其稱之爲「主體教育」。
北韓自1975年起向國民提供12年制的義務教育，並於2012年9月舉行的最高人民會議期間通過實行12年制義務教育的法案。此外，政府還會向學生免費派發教科書和書包，若家長不讓子女上學會受到處罰。因此，至1989年，所有的成年人都完成中等教育。北韓全國本來有75%的文盲，而1990年迅速下降至0%，即國民全部識字並都達到中等教育水準；學齡兒童入學率由不足35%上升至現在的100%。2014年起，北韓的學制包括1年學前教育、5年小學教育和6年中學教育。中學畢業後要服兵役才可入讀大學，而該國高中生约有20%能夠升讀大学。
北韓教育實行中央統一集中的教育管理體制。國家負責投資和管理各級各類教育部門，中央教育行政部門為教育省，下設政治思想教育局、師範教育局、普通教育指導局、專科學校指導局、大學指導局、廠辦大學指導局、金日成綜合大學指導局、計畫局、招生局、行政組織局、財政後勤局、教育方法局、科學研究指導局、對外教育局、體育局和經理處。

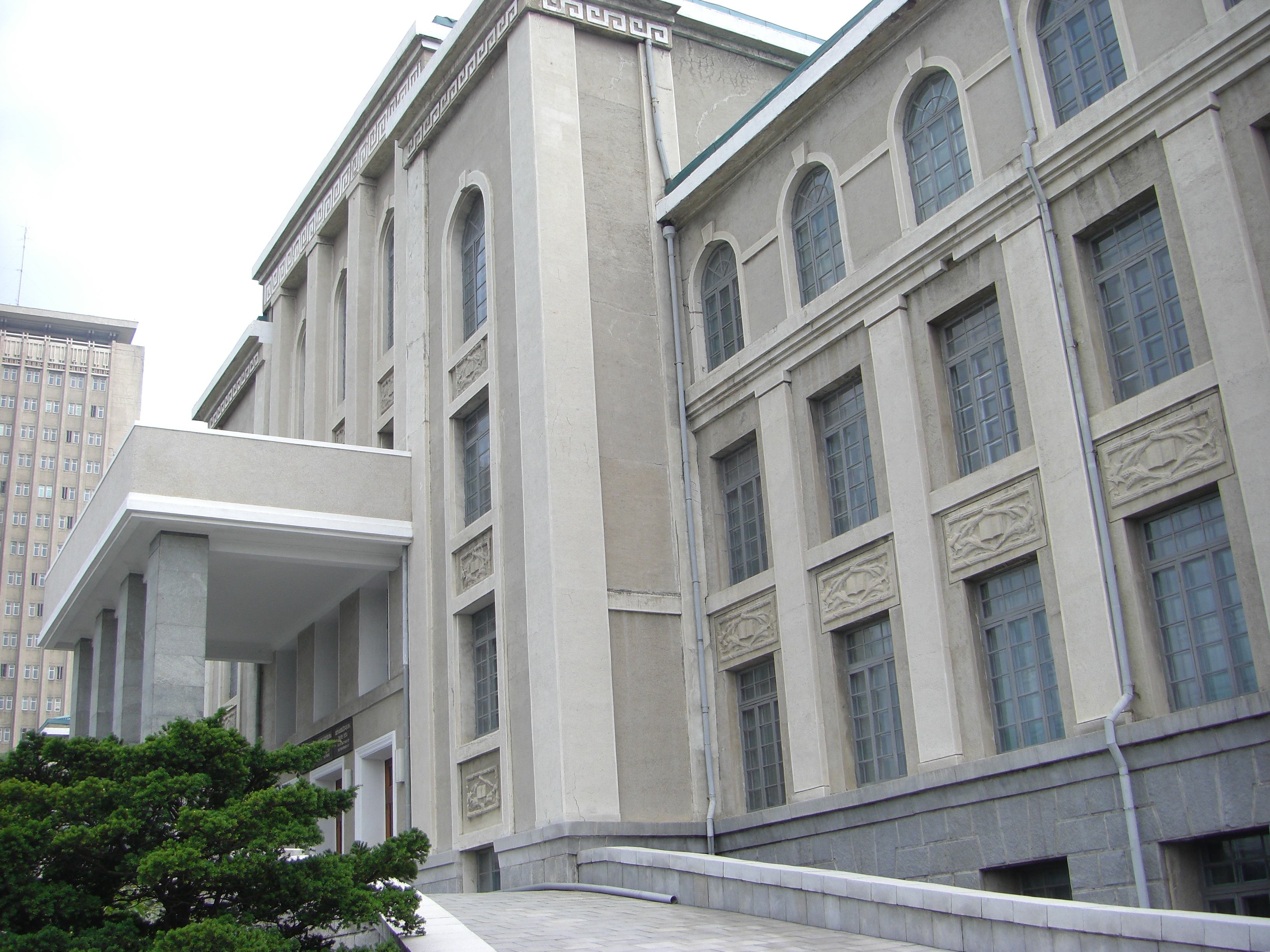
金日成綜合大學是北韓最知名大學
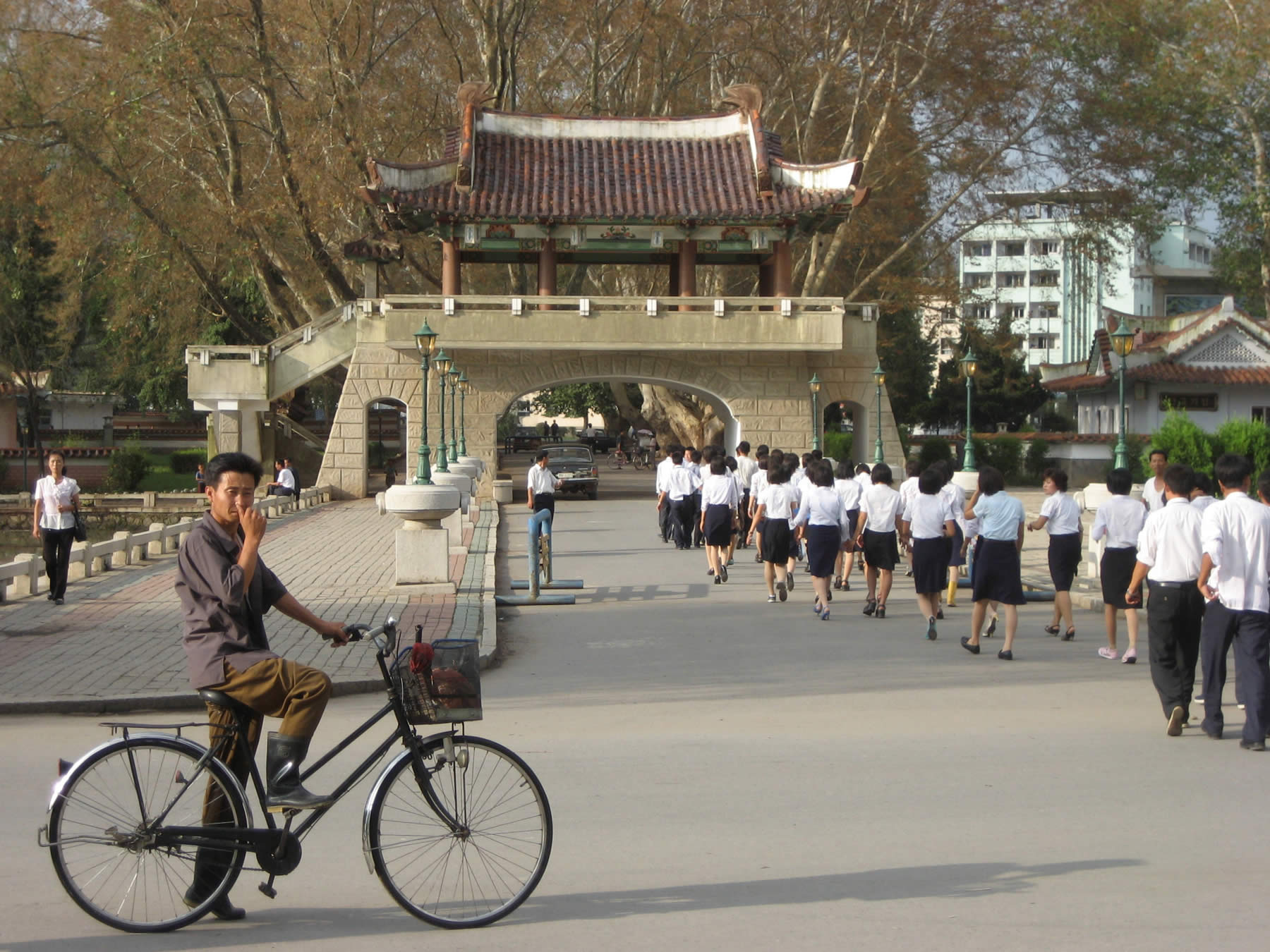
上學的路隊
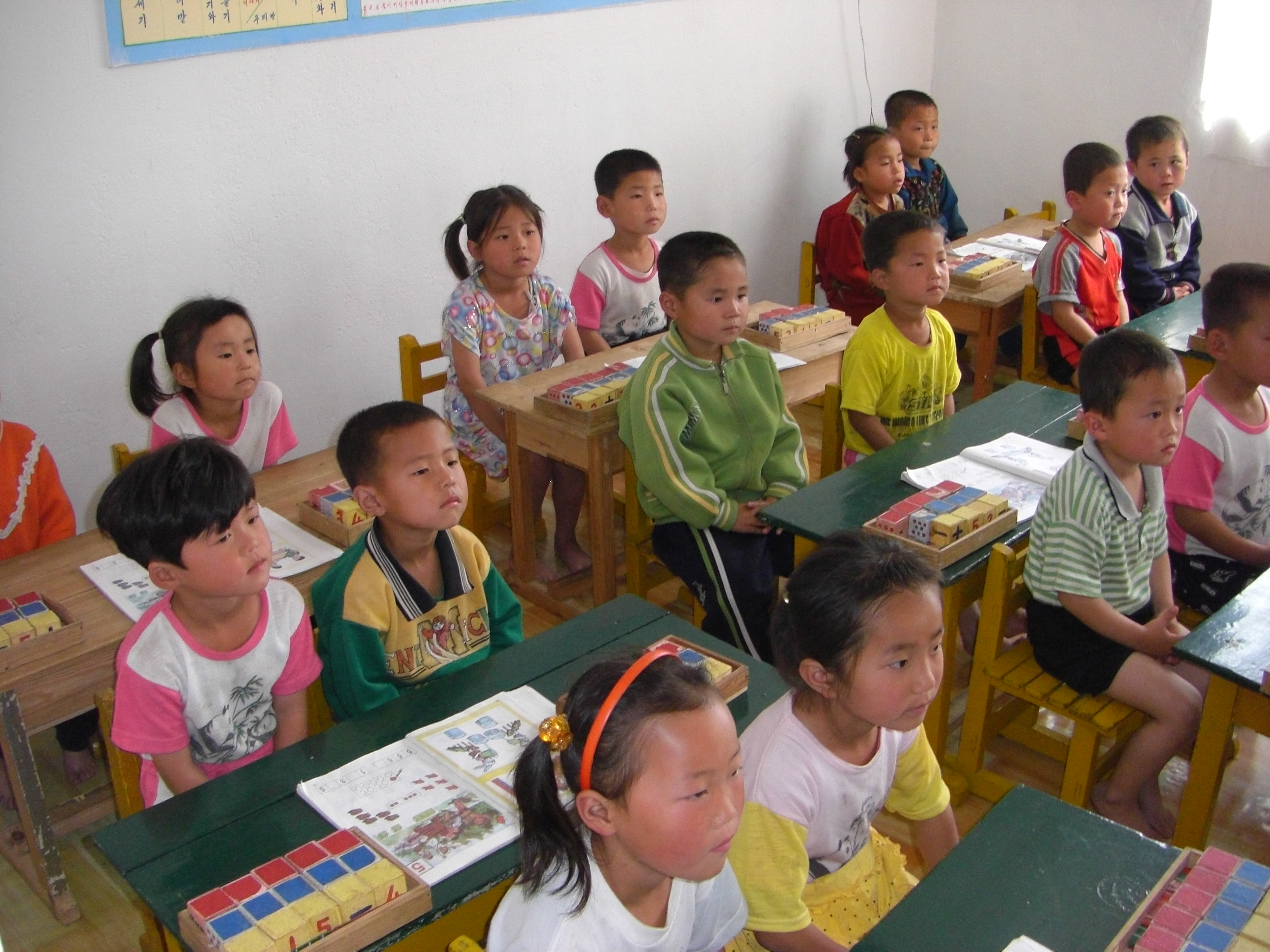
開放參觀的小學
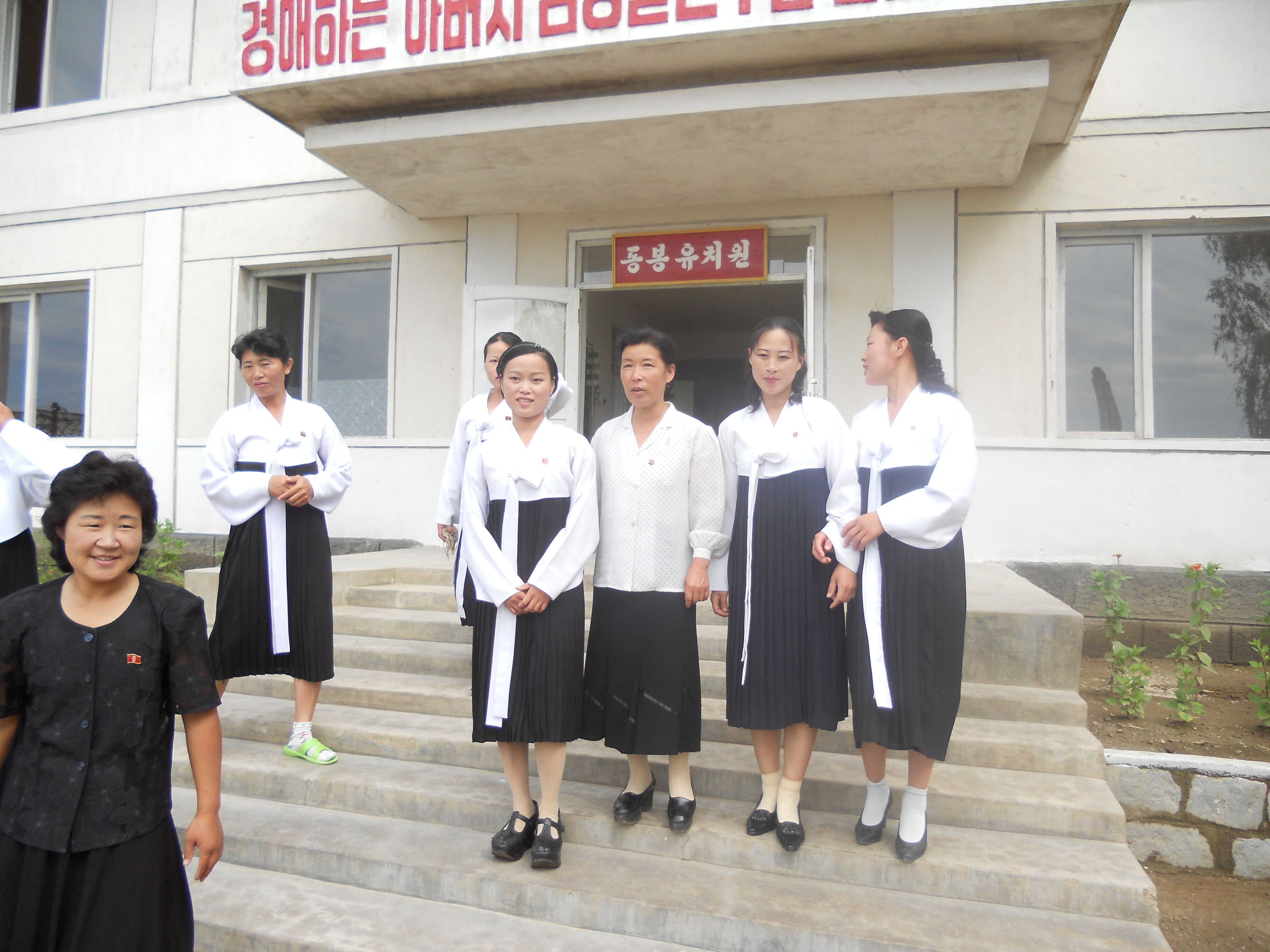
高中女校
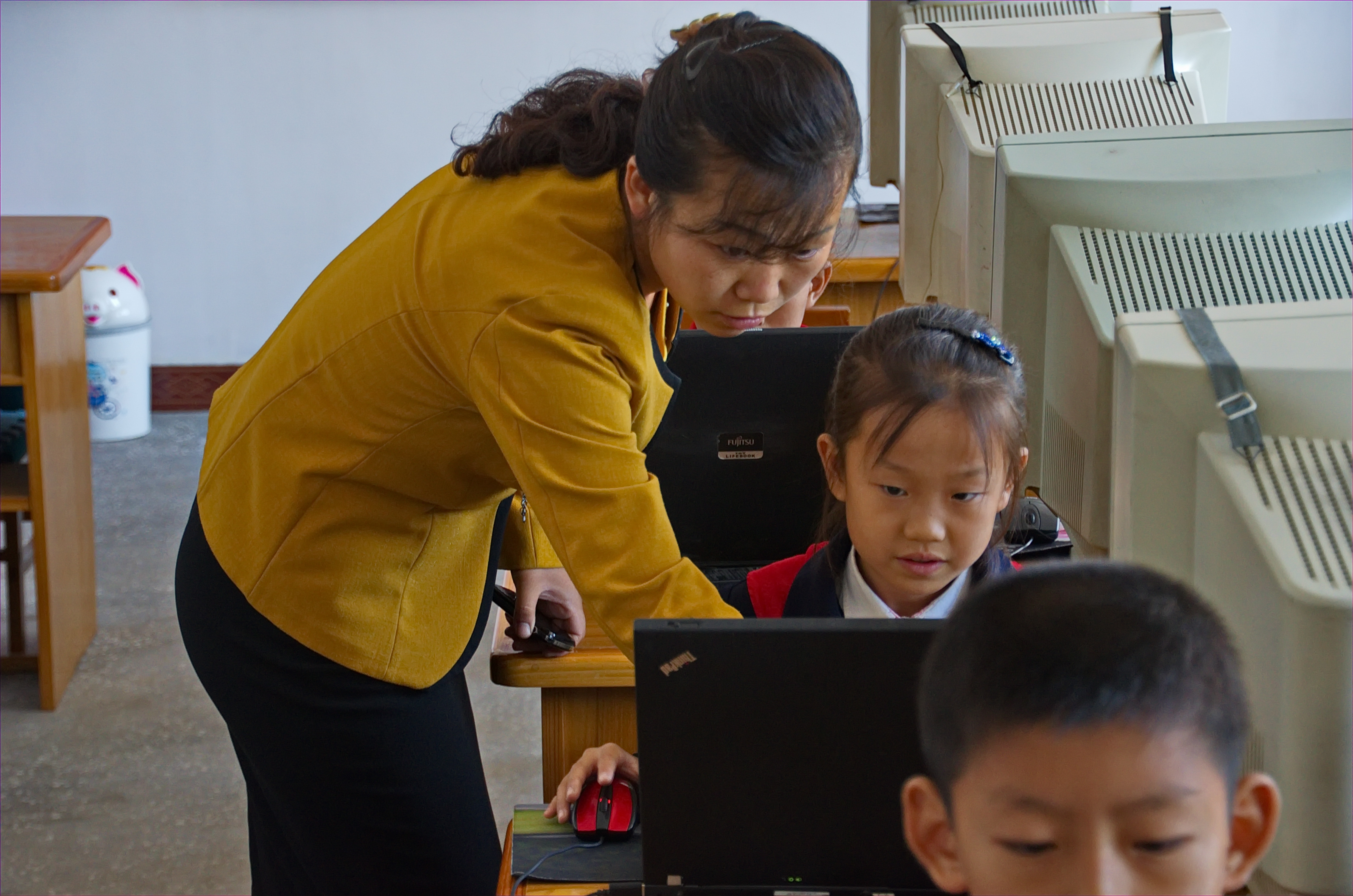
小學生的電腦教育
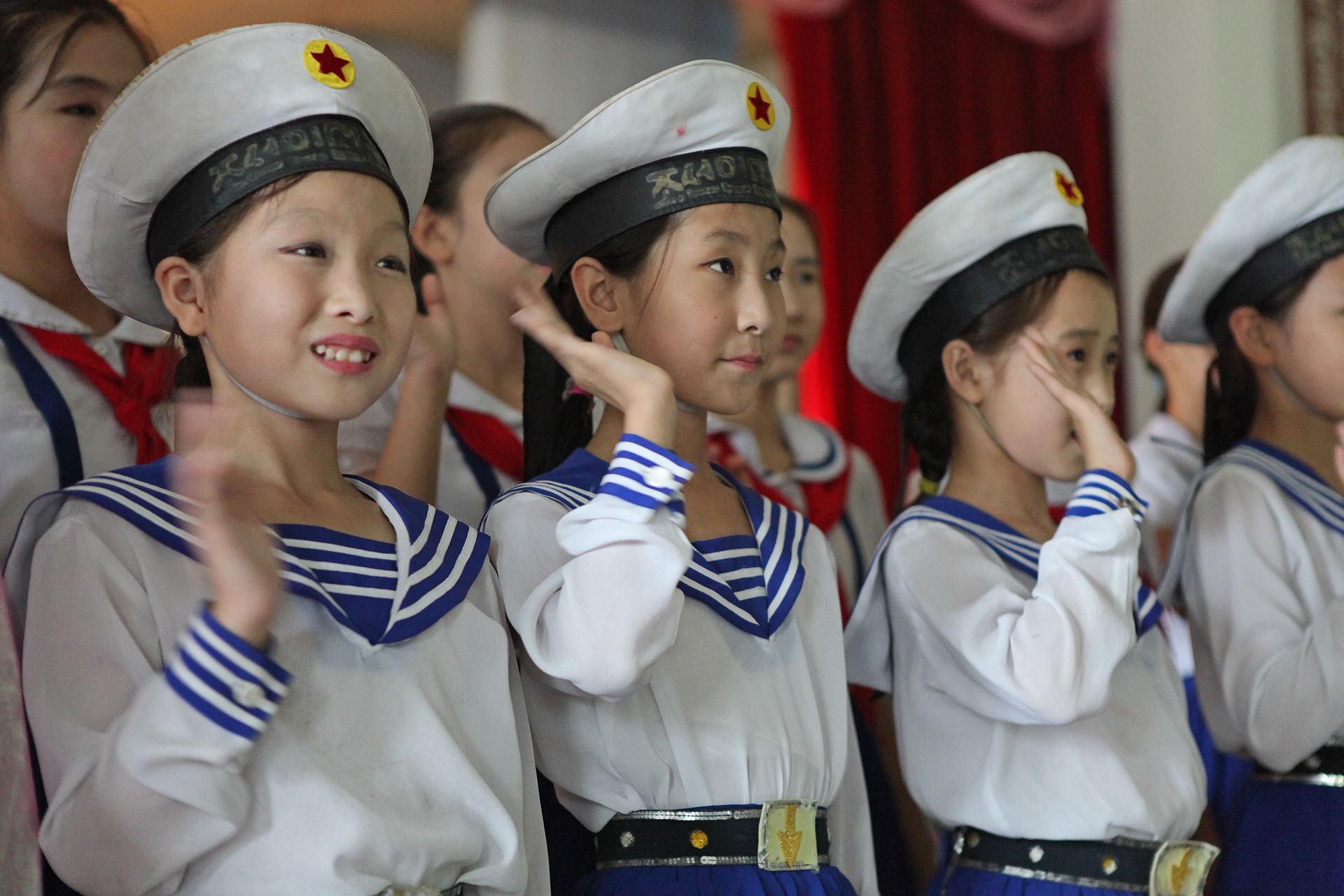
女學生合唱團

北韓的學生主要學習語文、科學和歷史三科主科和歷代領導人的生平事蹟，以及金日成提倡的主體思想。同時，北韓常把反美和反日思想與教育融合。數學課會問如「3名朝鮮人民軍殺了30名美國士兵，那麼每名人民軍平均殺了多少名美軍」等問題。
北韓十分重視科學教育，文史科目被視為較不重要。在大學入學試中，除「革命史」和外語科，其餘的三份試卷也是理科，分別為數學、化學和物理。只有成績最出色的學生才能入讀國內知名的學府。
在大學，北韓的學生必須學習英語和第二外語——通常是俄語或中文，因此在北韓買東西通常可以使用漢語與當地較年輕的人交談。